# Carbonara (Lied)
Carbonara ist ein Lied der deutschen Band Spliff. Text und Musik stammen von Reinhold Heil, der das Lied auch sang. Das Lied wurde 1982 auf dem Album 85555 veröffentlicht und wurde auch als Single ausgekoppelt. Die Single, die sich auf Platz fünf der deutschen Single-Charts platzieren konnte, wurde der kommerzielle Durchbruch für Spliff. 

## Inhalt
Das Lied beschreibt einen Mann, der mit einer Italienerin flirtet und sie zu Spaghetti alla carbonara einladen will. Ursprünglich hieß das Lied Heiße Würstchen und ’ne Coca Cola und enthielt Textfragmente einer italienischen Speisekarte, lateinische Worte und Ausschnitte aus einem italienischen Reiseführer. Erst bei der Produktion des Liedes entstand der heutige Text.

## Besetzung
- Gitarre: Bernhard Potschka
- Schlagzeug, Gesang: Herwig Mitteregger
- Bass, Gesang: Manfred Praeker
- Keyboard, Gesang: Reinhold Heil

## Chartplatzierungen
| ChartsChartplatzierungen | Höchstplatzierung | Wochen/ Monate |
| ------------------------ | ----------------- | -------------- |
| Deutschland (GfK)        | 5 (23 Wo.)        | 23 Wo.         |
| Österreich (Ö3)          | 13 (1 Mt.)        | 1 Mt.          |
| Schweiz (IFPI)           | 3 (9 Wo.)         | 9 Wo.          |

| ChartsJahrescharts (1982) | Platzierung |
| ------------------------- | ----------- |
| Deutschland (GfK)         | 17          |